# Compagnie des tramways électriques des Bouches-du-Rhône
La Compagnie des tramways électriques des Bouches-du-Rhône est une ancienne société anonyme qui avait son siège en France. Elle est créée pour reprendre par rétrocession la concession, pour la construction et l'exploitation d'une ligne de tramway électrique d'Aix à Marseille (Saint-Antoine), obtenue par Jean-Baptiste Prudhon en janvier 1901.
En 1921, la ligne est rachetée par le département qui l'intègre dans le réseau de sa Régie départementale des chemins de fer des Bouches-du-Rhône qui est renommée Régie départementale des chemins de fer et tramways électriques des Bouches-du-Rhône.

## Histoire

### Convention avec le département
Le 24 décembre 1900, Jean-Baptiste Prudhon, constructeur demeurant au no 47 de la rue du Coq à Marseille, signe une convention avec Périclès Grimanelli, préfet des Bouches-du-Rhône agissant comme représentant du département en vertu d'une délibération du conseil général du 21 octobre 1898 et d'une délibération de la commission départementale du 30 septembre 1899.
Cette convention convient notamment : que le département  s'engage à demander à l'État, pour la rétrocéder à M. Prudhon, la concession d'une ligne de tramway à traction électrique par fil aérien, allant d'Aix (extrémité du cours Mirabeau) à Saint-Antoine (après le passage à niveau du chemin de fer) ; que M. Prudhon amènera les voyageurs et les petits colis sans transbordement au centre de Marseille et vice-versa, en empruntant, avec l'autorisation de l'administration, les lignes existantes ou à concéder, suivant un itinéraire à déterminer par l'administration et dans les conditions à régler de concert avec les rétrocessionnaires desdites lignes. Il transportera exclusivement sur ce parcours les voyageurs et les petits colis en provenance ou à destination de sa ligne propre ;
M. Prudhon aura à sa charge exclusive tous les travaux qui pourront être prescrits et tous les frais dont le remboursement pourra être réclamé par l'administration des postes et télégraphes ; il n'emploiera pour la construction que du matériel de provenance française et pour l'exploitation que des agents de nationalité française. Le personnel étranger employé à la construction de la ligne ne devra pas dépasser 10 % du personnel total ; par dérogation au cahier des charges, la perception sera limitée pour les deux classes à un prix de 5 centimes sur lequel il ne sera accordé aucune réduction pour le parcours compris entre la station terminus de Saint-Antoine et Notre-Dame (limite de la commune de Marseille) pour les seuls voyageurs empruntant ou ayant emprunté sans arrêt à Saint-Antoine la ligne de la Compagnie générale française de tramways (CGFT). Des tickets spéciaux seront créés, après avis du contrôle, pour assurer le non-stationnement à Saint-Antoine des voyageurs appelés à bénéficier de ce tarif réduit ; avant la signature de l'acte de concession, il déposera à la Caisse des dépôts et consignations une somme de 50 000 fr en numéraire ou en rente sur l'État. Cette somme formera le cautionnement de l'entreprise. Les quatre cinquièmes en seront rendus au rétrocessionaire par quarts, proportionnellement à l'avancement des travaux. Le dernier cinquième ne sera remboursé qu'après l'expiration de la concession ; le rétrocessionaire devra être domicilié à Marseille ;
M. Prudhon s'engage à former dans les six mois qui suivront le décret à intervenir, une société anonyme d'une durée égale à celle de la concession et qui devra être agréée par le conseil général. Cette société lui sera substituée et subrogée dans tous les droits comme dans toutes les obligations résultant du présent traité. M. Prudhon restant néanmoins responsable vis-à-vis du département de ses engagements solidairement avec ladite société. La substitution de cette société au rétrocessionnaire devra être approuvée par décret rendu, le conseil d'État entendu.

### Déclaration d'utilité publique
Un décret du 11 janvier 1901, déclare d'utilité publique l'établissement dans le département des Bouches-du-Rhône d'une ligne de tramway à traction électrique, destinée au transport des voyageurs et, éventuellement des colis d'un poids inférieur à 40 kg, entre Aix (extrémité du cours Mirabeau) et Marseille (Saint-Antoine) ;
- que le département est autorisé à pourvoir à la construction et à l'exploitation de cette ligne de tramway conformément, aux dispositions de la loi du 11 juin 1880 et aux clauses et conditions du cahier des charges ;
- que sont approuvées : premièrement la convention passée, le 24 décembre 1900, entre le préfet, agissant au nom du département, et Jean-Baptiste Prudhon, pour la rétrocession du tramway suivant les conditions du cahier des charges, et deuxièmement la convention passée le 12 octobre 1899, entre le maire de Marseille et M. Prudhon.
La substitution, à M. Prudhon de la Compagnie des tramways électriques des Bouches-du-Rhône, est approuvée par un décret du 14 juin 1902.
Cette approbation fait suite à la demande faite par M. Prudhon et la Compagnie le 10 octobre 1901.
Le tramway est mis en service le 13 août 1903 entre Aix et Marseille. La ligne a une longueur de 30 km.
Le 16 novembre 1905, la compagnie demande l'autorisation de transporter, en petite vitesse, des colis de 40 à 250 kg. Cette demande donne lieu : à une enquête d'utilité publique avec un avis favorable de la commission d'enquête en février et mars 1906 ; un avis favorable de la chambre de commerce de Marseille ; une délibération favorable du conseil municipal de Marseille en 1906 ; et à la création d'un avenant au cahier des charges.
Un décret du 5 mars 1907 autorise cette modification des transports possibles.

### Rachat par le département
Le 10 août 1920, messieurs Rondel, président du conseil d'administration, et Louis Thibon, préfet du département, signent une convention pour une période transitoire au rachat  de la ligne d'Aix à Marseille, sur laquelle ils sont en accord.
En attendant que la convention de rachat soit totalement arrêtée et approuvée par un décret qui doit intervenir au plus tard au 31 décembre 1925, il a été notamment convenu :
qu'à partir du 1er juin 1920 l'exploitation est assurée par la compagnie pour le compte du département ; les mesures à prendre qui ne seraient pas courantes doivent être soumises au préfet ; la compagnie prend à son compte une indemnité de 75 fr par mois, à tous les agents, du 1er février au 1er juin 1920, et elle leur versera également pour cette période une indemnité forfaitaire de 100 fr, pour le compte du département ;
L'ensemble des tarifs seront relevés, étant entendu que dans tous les cas la taxe de simple course entre deux points sera au plus égale à celle appliquée par la Compagnie du PLM, diminuée de cinq centimes. Ces augmentations seront appliquées dès la signature de cette convention et cinq jours après l'avis qui en sera donné au public ; à partir du premier juin, la compagnie tiendra une nouvelle comptabilité dirigée et contrôlée par un expert comptable désigné par le préfet. Les frais de contrôle sont portés à 150 fr par kilomètre à partir du premier janvier 1920 ; et les frais de timbre et d'enregistrement de cette convention sont à la charge de la compagnie.
Le 3 décembre 1920, messieurs Rondel, président du conseil d'administration mandaté par l'assemblée générale des actionnaires du 16 juillet 1920. Louis Thibon, préfet du département mandaté par une assemblée du conseil général en date du 8 juillet 1920, signent à Marseille un traité de rachat.
Ce traité  stipule notamment : le département, usant de la faculté qui lui est réservée par l'article 19 du cahier des charges rachète à la compagnie la rétrocession de la ligne de tramways d'Aix à Marseille ; ce rachat prendra effet à partir du premier ou du seize du mois qui suivra le décret approuvant ce présent traité, de manière qu'il y ait un demi-mois franc entre la date dudit décret et la prise de possession de la ligne par le département ; à cette date, le département prendra prendra possession de la ligne et de tout ce qui sert à son exploitation, matériel roulant, usine, sous-station, approvisionnements, etc., y compris les trois camions automobiles appartenant à la compagnie. La ligne et le matériel auront la consistance et se trouveront dans l'état qui a été constaté au premier juin, par les experts du département avec les modifications qui résulteront de l'exploitation faite pendant la période intermédiaire conformément aux stipulations prévues ci-dessous. La compagnie remettra au département l'ensemble des traités qu'elle a passés pour l'exploitation de la ligne. Elle remettra également tous documents et archives pouvant être utiles à la nouvelle administration.
Le département s'engage à conserver tous les agents en activité de service à la date du décret d'approbation de ce traité, aux conditions des engagements liant réciproquement la compagnie et les agents. La compagnie remettra lesdits engagements. En particulier, le directeur de la compagnie sera conservé avec son engagement actuel, mais il est entendu que le département se réserve de le placer sous l'autorité du conseil d'administration des lignes exploitées directement par le département et du directeur de la régie départementale ; à partir du 1er juin 1920 et jusqu'au jour fixé pour la remise de la ligne, celle-ci continue à être exploitée par la compagnie dans les conditions fixées par la convention du 10 août 1920 relative à cette période intermédiaire. La compagnie fera les avances nécessaires pour l'exploitation pendant cette période ; le prix du rachat est fixé à la somme de 1 643 631,30 fr qui sera augmentée ou diminuée des produits et charges de la période d'avant le premier juin. Le prix rectifié sera versé à la compagnie à partir du 1er mars 1921, avec intérêts à 5 % à partir du 1er juin 1920. Le préfet autorisera le remboursement du reliquat du cautionnement versé par le concessionnaire, aussitôt après la remise régulière de la ligne au département.
Ce traité est approuvé par un décret du 3 juin 1921 qui précise : que le département est autorisé à exploiter la ligne en régie directe de manière provisoire ; il a trois mois, à partir de ce décret, pour présenter un texte de cahier des charges unique pour l'ensemble du réseau de la régie départementale. Le fonds de réserve pour grosses réparations et renouvellement de la voie et du matériel sera constitué sur un prélèvement d'un quart du bénéfice annuel d'exploitation. Ce prélèvement cessera lorsque le fonds correspondra à une somme de 2 000 fr par kilomètre. Il sera ensuite complété au fur et à mesure de son entame par les dépenses nécessaires.
La Régie départementale des chemins de fer des Bouches-du-Rhône est ensuite renommée Régie départementale des chemins de fer et tramways électriques des Bouches-du-Rhône.

## La ligne

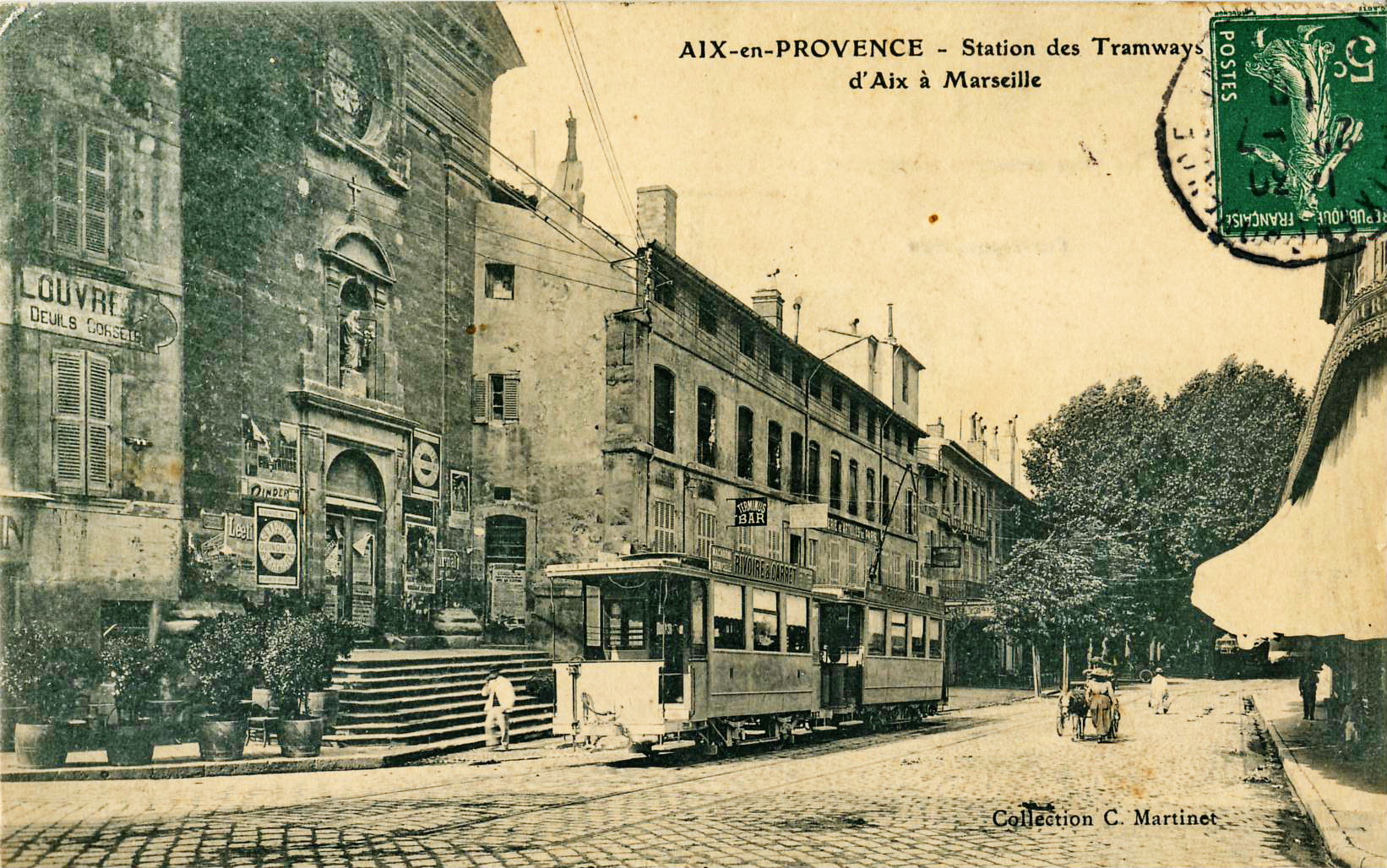
La station des tramways à Aix, vers 1910

- Aix-en-Provence (Cours Mirabeau - Pont-de-l'Arc - Luynes - Les Trois pigeons) - Bouc-Bel-Air (Albertas - Violési) - Septèmes (Le Pin - Septèmes) - Marseille (Notre-Dame-Limite - Saint-Antoine - Place du Change) (30 km) : ouverture en 1903[9]

Par la suite d'autres arrêts furent ajoutés  : Frères gris (entre Pont-de-l'Arc et Luynes), La Mounine (entre Les Trois pigeons et Bouc), la Malle (entre Violési et le Pin) et les Peyrrets entre le Pin et Septèmes, jusqu'à la fermeture de la ligne en 1948.
Le dépôt et l'usine électrique se trouvaient au Pont-de-l'Arc sur la commune d'Aix.

## Matériel roulant
- no 1 à 10, automotrices à 2 essieux, livrées par La Buire en 1902,
- no 11 et 12, automotrices à bogies, livrées par Jeumont en 1926,
- no 13 à 22, automotrices à bogies, livrées par Constr. Électr. de France, Vénissieux en 1930-31,
- no 21 à 31, remorques à essieux et lanterneau, livrées par La Buire en 1902,
- no 41 à 46, remorques à essieux.